# Carlos Mugica
Carlos Francisco Sergio Mugica Echagüe, más conocido como el Padre Mugica (Buenos Aires, 7 de octubre de 1930 - Villa Luro, 11 de mayo de 1974), fue un sacerdote argentino fundador del Movimiento de Sacerdotes para el Tercer Mundo y del movimiento de Curas villeros, así como partícipe de las luchas populares de la Argentina de las décadas de 1960 y 1970. El apostolado de Mugica se caracterizó por su «opción preferencial por los pobres» como principio fundamental de la Teología del pueblo, al igual que su adhesión política al peronismo.
La mayor parte de su labor comunitaria tuvo lugar en la Villa 31 de Retiro -que actualmente lleva su nombre-, en Buenos Aires, donde fundó la parroquia Cristo Obrero. Fue asesinado por el grupo parapolicial anticomunista llamado Triple A, después de celebrar una misa en la Iglesia de San Francisco Solano en Villa Luro. Sus restos fueron trasladados en 1999 a la Villa 31 para ser sepultados en la parroquia Cristo Obrero que Mugica fundó, luego de una ceremonia encabezada por el entonces Arzobispo de Buenos Aires Jorge Bergoglio, el fallecido Papa Francisco, quien lo definió como "un gran sacerdote que luchaba por la justicia". Varios sectores lo consideran mártir.

## Biografía

### Primeros años

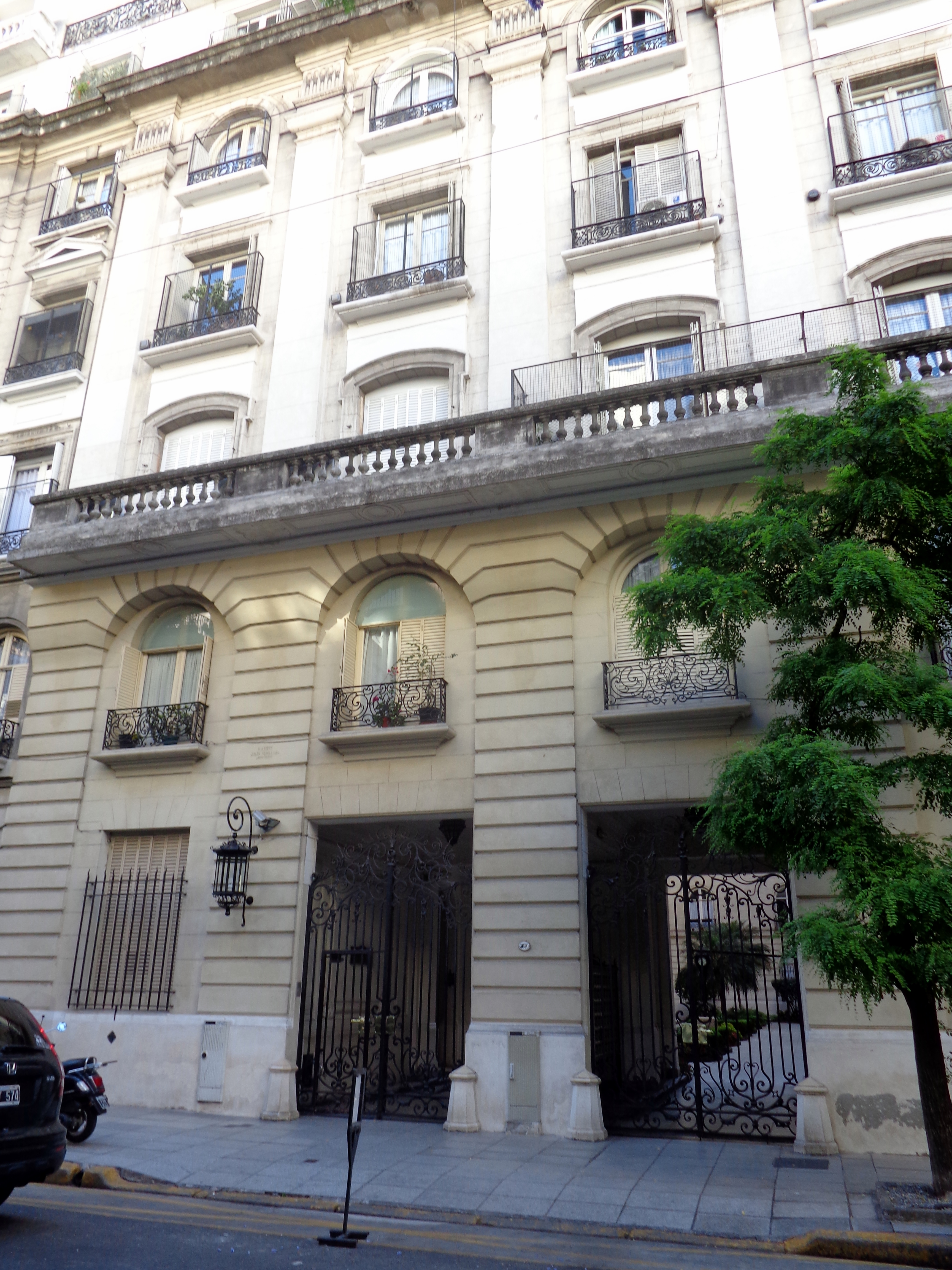
Palacio de los Patos, conocido edificio de clase alta en Barrio Norte de Buenos Aires, donde nació Carlos Mugica.

Carlos Mugica nació en Buenos Aires el 7 de octubre de 1930. Era uno de los siete hijos del matrimonio de Adolfo Mugica y de Carmen Echagüe. Su padre fue un político conservador, fundador del Partido Demócrata Nacional, por el cual fue diputado durante el período 1938-1942, siendo luego ministro de Relaciones Exteriores del gobierno del radical intransigente Arturo Frondizi en 1961. Su madre era parte de una familia de terratenientes adinerados de Buenos Aires. Nació en uno de los departamentos del Palacio de los Patos, un edificio ubicado en el aristocrático Barrio Norte de Buenos Aires, donde tienen o han tenido su vivienda destacados políticos, empresarios o celebridades.
Realizó sus estudios primarios en el colegio Domingo Faustino Sarmiento, conocido como «Cinco Esquinas» y sus estudios secundarios en el Colegio Nacional de Buenos Aires, del que egresó en 1948, aunque el tercero y cuarto año los realizó en el Instituto Libre de Segunda Enseñanza.
Se destacó en los deportes, especialmente el fútbol, siendo «hincha fanático» del Racing Club de Avellaneda, disfrutando también del tenis, la natación, el boxeo y el automovilismo.
Su familia era cristiana practicante y fue criado en un clima de piedad religiosa, aunque él mismo cuestionaría ese tipo de fe, como «una fe trascendentalista, muy preocupada por la salvación del alma, que no turbaba para nada la conformidad que sentíamos hacia todo lo que nos rodeaba». Mugica atribuía su primer acercamiento a un sentido trascendente de la vida y la religión, a su cura confesor durante la niñez, el padre Antonio María Aguirre, a quien consideraba que era «un hombre que vivía para los demás: A él, después de Dios y mi madre le debo la vocación sacerdotal», dijo en un reportaje publicado en 1973.
En 1949 ingresó a la Facultad de Derecho de la Universidad de Buenos Aires, donde cursó la carrera de abogacía hasta tercer año. En 1950 viajó a Roma a la celebración del Año Santo, con varios sacerdotes y con su amigo Alejandro Mayol, experiencia que lo llevó a madurar la idea de ser sacerdote.

### Ordenación como sacerdote
En marzo de 1952, con 21 años, ingresó en el Seminario Metropolitano de Buenos Aires ubicado en Villa Devoto, cuando iniciaba su tercer año de la carrera de derecho, que abandonaría unos meses después.
Como seminarista se destacó por su entrega a la oración y su tendencia a buscar «lo perfecto», con una visión de la «religiosidad individualista«, «fiel al eslogan: salva tu alma». A fines de 1954 comenzó a colaborar pastoralmente con el padre Juan José Iriarte en las misiones a conventillos y casas de la parroquia Santa Rosa de Lima, en la zona sur de la Ciudad de Buenos Aires, de la que éste era teniente cura. El propio Mugica describió aquella primera experiencia de contacto con «la gente humilde» y su religiosidad; 

El padre Iriarte visitaba a la gente de la parroquia; no la esperaba, la iba a buscar. No se trataba solamente de ir con la palabra de Dios; se trataba de recoger la palabra de los hombres. Tratábamos de hablar con la gente, de comprender. Era un barrio popular y la gente humilde siempre tiene problemas; había por supuesto, que evangelizar, llevar a cada uno la seguridad de que todos eran hijos de Dios, pero aparte, había que tratar de llegar a todo lo demás. A fines de 1954 y durante todo el año 55, íbamos con el padre Iriarte a visitar a la gente en sus casas. Una vez por semana, íbamos a un conventillo que quedaba en la calle Catamarca y charlábamos con la gente. Yo preparaba unos muchachos que luego tomaron la primera comunión; los domingos jugábamos al fútbol.
Padre Mugica

Ese mismo año realizó su primera misión al Chaco santafesino, donde tomó contacto, según sus propios dichos, con «el dolor de los pobres».

### Compromiso social y político
Carlos Mugica había sido educado en una familia antiperonista de clase alta, que le transmitió de niño los prejuicios y estereotipos con que el antiperonismo rechazaba y denigraba al movimiento peronista. Él mismo celebró el golpe de Estado de septiembre de 1955 que derrocó todos los poderes, nacionales y provinciales del gobierno constitucional que presidía Juan Domingo Perón, junto a su familia y los sectores de clase alta del Barrio Norte, donde las iglesias hicieron sonar las campanas para festejar.
Pero fue al año siguiente que su visión de la realidad política daría un giro completo y comienza a adherir fervientemente al peronismo. Según su propio relato sucedió en el conventillo de la calle Catamarca, al que iba semanalmente:

Una noche, fui al conventillo como de costumbre. Tenía que atravesar un callejón medio a oscuras y de pronto, bajo la luz muy tenue de la única bombita, vi escrito, con tiza y en letras bien grandes: ‘Sin Perón, no hay Patria ni Dios. Abajo los cuervos’. La gente del conventillo me conocía bien, yo había intimado bastante con ella durante todo ese tiempo (después seguí yendo, casi todo el año 56). Sin embargo, para mí lo que vi escrito fue un golpe: esa noche fue el otro momento decisivo en mi vida. En la casa encontré a la gente aplastada, con una gran tristeza. Yo era un miembro de la Iglesia y ellos le atribuían a la Iglesia parte de la responsabilidad de la caída de Perón. Me sentí bastante incómodo, aunque no me dijeron nada. Cuando salí a la calle aspiré en el barrio la tristeza. La gente humilde estaba de duelo por la caída de Perón. Y si la gente humilde estaba de duelo, entonces yo estaba descolocado: yo estaba en la vereda de enfrente.

Yo fui antiperonista hasta los 26 años y mi proceso de acercamiento al peronismo coincidió con mi cristianización. Es decir, en la medida en que descubrí en el Evangelio, a través de la Teología que la Iglesia es de todos pero ante todo es de los pobres, como decía Juan XXIII y que Cristo evangeliza a todo sin distinción de personas, pero sí con distinción de grupos y prefiere a los de su propia condición, a los pobres, empecé a mirar las cosas desde otro punto de vista.
Padre Mugica

En noviembre de 1957 escribió su primera obra: «El católico frente a los partidos políticos», para la revista del Seminario.
Fue ordenado sacerdote por el cardenal Antonio Caggiano el 20 de diciembre de 1959 en la catedral de Buenos Aires. Junto con Mugica fueron ordenados otros catorce compañeros de promoción que habían completado sus estudios: Hugo Amaral, Alfredo Beranger, Ernesto Bernardi, Héctor Blanes, Norberto Catanese, Alejandro Cordeyro, Gilberto Furlán, Nicolás González, Carlos Hernando, Alejandro Mayol, Luis H. Rivas, Mariano Soja, Alberto Penas y Juan Zárate..
Luego de su ordenación desarrolló durante un año su trabajo pastoral en la diócesis de Reconquista, en el chaco santafesino, al norte del país, donde el padre Iriarte había sido designado obispo. vicario cooperador de la parroquia Nuestra Señora del Socorro, con funciones en la secretaría del cardenal Antonio Caggiano, mientras actuaba como asesor de jóvenes universitarios y profesor de teología en la Universidad del Salvador.
Regresó a Buenos Aires en 1960. Trabajó hasta 1963 al servicio del cardenal Antonio Caggiano, quien a su vez lo destinó como vicario cooperador a la parroquia Nuestra Señora del Socorro, en Barrio Norte, frecuentada por la clase alta. Simultáneamente comenzó a desempeñarse como asesor de la Juventud de Acción Católica, así como de los alumnos de su excolegio Nacional Buenos Aires, y entre los universitarios de Medicina y Ciencias Económicos de la Universidad de Buenos Aires. También comenzó a dictar clases como profesor de teología en la Universidad del Salvador, en las facultades de Psicopedagogía y de Derecho.
En 1961 comenzó a desempeñarse como capellán en una sede recientemente abierta del colegio Paulina de Mallinckrodt, situada en el sector YPF de la Villa 31. Esta tarea sería la que le abriría las puertas a la actividad y el compromiso que más lo identificarían en el futuro, como «cura villero», con base en la Villa de Retiro o Villa 31, que hoy lleva su nombre.
Por este entonces, dictó también una homilía semanal en Radio Municipal.
El 12 de octubre de 1963, con motivo de la elección del radical Arturo Illia como presidente de la Nación, en elecciones en la que estaba prohibido el peronismo y proscriptos los expresidentes Juan D. Perón y Arturo Frondizi (aquel exiliado y este detenido), Mugica cuestionó severamente el acto comicial: «Hoy es un día triste para el país; una parte importante del pueblo argentino ha sido marginado de los comicios y será dirigido por un hombre a quien sólo votó el 18 por ciento de los electores».
En la Acción Católica muchos estudiantes tomaron su presencia como referente. Particularmente Gustavo Ramus, Fernando Abal Medina y Mario E. Firmenich, futuros fundadores de Montoneros. En 1964, la JEC del Buenos Aires tomó fuerza con el ingreso de Carlos Gustavo Ramus, que llegó a ser su presidente, incorporando a Mario Eduardo Firmenich, entre otros. Pocos años después, bajo la dirección de Fernando Abal Medina, éstos fundarían la célula primigenia de la organización armada Montoneros. A su vez integraron a compañeros de lo que luego sería la promoción 1967, como el José Pablo Ventura y Miguel Talento, que ya en la universidad conducirían la Juventud Universitaria Peronista, rama universitaria de la Tendencia Revolucionaria de la Juventud Peronista, y la conducción de Montoneros.

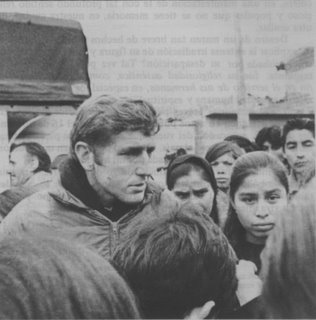
Carlos Mugica en 1970.

Mugica formó a esos jóvenes en la cosmovisión de Pierre Teilhard de Chardin, en el humanismo de Jacques Maritain, y en la doctrina del compromiso con el mundo de Emmanuel Mounier, Yves Congar y Michel Quoist, teólogos de cabecera de las nuevas generaciones.
El 18 de octubre de 1965 participó de las Jornadas de Diálogo entre Católicos y Marxistas, realizadas en la Facultad de Filosofía y Letras, desencadenando críticas entre algunos sectores episcopales conservadores. Crítico con el Gobierno de Arturo Illía, de la Unión Cívica Radical del Pueblo, comenzó a ser resistido por la feligresía del Socorro porque «hacía política en la misa», pidiendo que lo sacaran. Mugica pasó entonces a desempeñarse como vicario en la parroquia Inmaculada Concepción de María, en la calle Independencia. Ese mismo año formó parte del grupo de sacerdotes que repudiaron el despido del cura obrero Francisco «Paco» Huidobro de la fábrica Indupar de Lanús, donde era empleado y delegado sindical del personal.
En febrero de 1966 muere combatiendo en la guerrilla colombiana el sacerdote Camilo Torres Restrepo, una de las figuras revolucionarias, junto al Che Guevara, que Mugica más mencionaría en su prédica. Como parte de su acción pastoral junto a los jóvenes de la Juventud Estudiantil Católica (JEC), ese mismo verano dirigió una misión rural a Santa Fe, que marcó hondamente a Mugica y los jóvenes, anticipando el debate sobre la opción por la lucha armada que caracterizaría los años siguientes.

### Concilio Vaticano II
Entre octubre de 1962 y diciembre de 1965 se desarrolló en Roma el Concilio Vaticano II, bajo el liderazgo de los papas Juan XXIII y Paulo VI. El Concilio buscó sacar a la Iglesia católica del «estado de virtual aislamiento respecto de su época», para vincularla con los problemas, transformaciones e injusticias que atravesaban el mundo. Entre otros temas el Concilio Temas tales como el papel de los laicos, la libertad religiosa, la admisión de los “errores” de la Iglesia, la vida sexual y la inequidad en la
redistribución de la riqueza.
Fue el eje de una transformación de la Iglesia católica que había empezado unos años antes y se continuaría después, con experiencias sociales como los curas obreros franceses, algunos de los cuales emigraron a la Argentina amparados por el obispo de Avellaneda, Jerónimo Podestá, conocido como el «obispo de los obreros», para inspirar la creación de los curas villeros, del que Mugica sería uno de sus máximos exponentes. Encíclicas papales como Mater et Magistra (1958) y Pacem in Terris (1963), a las que luego se sumaría Populorum progressio (1967), consolidaron una línea de compromiso social y en cierta medida también político, para la acción pastoral. En particular, esta última abordó el tema de la lucha armada y la «insurrección revolucionaria» para combatir las injusticias, recomendando no ceder a la «tentación de la violencia» debido a que son mayores aún los males que crea, pero autorizándola «en caso de tiranía evidente y prolongada».

Tentación de la violencia. 30. Es cierto que hay situaciones cuya injusticia clama al cielo. Cuando poblaciones enteras, faltas de lo necesario, viven en una tal dependencia que les impide toda iniciativa y responsabilidad, lo mismo que toda posibilidad de promoción cultural y de participación en la vida social y política, es grande la tentación de rechazar con la violencia tan grandes injurias contra la dignidad humana.

Revolución. 31. Sin embargo, como es sabido, la insurrección revolucionaria —salvo en caso de tiranía evidente y prolongada que atentase gravemente a los derechos fundamentales de la persona y dañase peligrosamente el bien común del país— engendra nuevas injusticias, introduce nuevos desequilibrios y provoca nuevas ruinas. No se puede combatir un mal real al precio de un mal mayor.
Populorum Progressio

En el marco del Concilio Vaticano II surgieron también otras dos corrientes a las que se ligaría Mugica: el Movimiento de Sacerdotes para el Tercer Mundo, creado en 1967, y la teología de la liberación, como modalidad teológica latinoamericana y latinoamericanista, surgida a partir de la II Conferencia General del Episcopado Latinoamericano realizada en Medellín en 1968, que redactó el Documento de Medellín, en el que se formuló por primera vez la opción por los pobres.
En este marco de transformación de la Iglesia católica, a nivel mundial, latinoamericano y nacional, se desarrollaría la acción pastoral y el compromiso político de Mugica, en los ocho años que van de 1966 a 1974, con dos etapas bien marcadas: la dictadura autodenominada «Revolución Argentina» (1966-1973) y el gobierno constitucional peronista (1973-1974).

### Dictadura, cristianismo y revolución

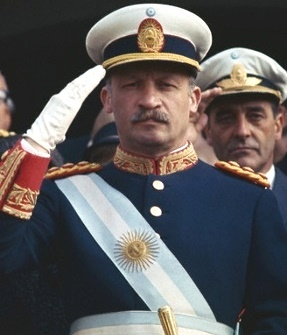
El 28 de junio de 1966 tomó el poder una dictadura permanente encabezada por el general Juan Carlos Onganía, que abolió los partidos políticos, siguiendo los lineamientos de la Doctrina de la Seguridad Nacional de los Estados Unidos. La cancelación de la política impulsó la generalización de puebladas insurreccionales y la creación de organizaciones guerrilleras.

El 28 de junio de 1966 un golpe de Estado derrocó al presidente Arturo Illia e impuso una dictadura liderada por el general Juan Carlos Onganía, la primera en proponerse como régimen permanente, estableciendo una política represiva bajo el marco de la Doctrina de la Seguridad Nacional de los Estados Unidos. El carácter permanente de la dictadura y la abolición definitiva de los partidos políticos, tuvo como respuesta el surgimiento de puebladas insurreccionales masivas y organizaciones guerrilleras, bajo consignas políticas como «liberación nacional» y «revolución».
A fines de 1967 viajó a Bolivia para reclamar por los restos del Che Guevara, que había sido asesinado por el gobierno boliviano poco antes sin darle cristiana sepultura y haciendo desaparecer el cadáver. Sin poder obtener una respuesta favorable del gobierno boliviano siguió se dirigió a Francia.
El 31 de diciembre, ya en Francia, Mugica fue uno de los 270 sacerdotes que adhirieron al Mensaje de los 18 Obispos del Tercer Mundo que liderados por el obispo brasileño Hélder Cámara, habían redactado el 15 de agosto anterior, para apoyar el «llamado angustioso del Papa Pablo VI en la encíclica Populorum Progressio, en el que se vinculaba la situación de pobreza y desamparo de los ciudadanos del Tercer Mundo con la explotación a la que el "imperialismo del dinero" de las corporaciones multinacionales los someten, con el aval de los gobiernos, y expresando el compromiso religioso con la superación de la misma. El documento de los obispos es una toma de posición definitivamente en contra de “los opresores del mundo de los pobres”, e invita a los cristianos a adherir a “otro sistema social menos alejado de la moral evangélica”, rechazando al mismo tiempo al “colectivismo totalitario y la persecución religiosa”, finalizando con una contundente cita de Lucas 21-18 “… Poneos de pie y levantad la cabeza que la liberación está cerca…”. Poco después sumaban 400 los sacerdotes argentinos que adhirieron al documento -un 10% de los sacerdotes del país-, tomando el nombre Movimiento de Sacerdotes para el Tercer Mundo (MSTM) y conformaron un Comité organizador.
En octubre, luego de once meses en el exterior, regresó a la Argentina y participó de una reunión del Movimiento de Sacerdotes para el Tercer Mundo (MSTM). También se sumó al Equipo Intervillas, fundado el 2 de agosto anterior, a iniciativa del padre Jorge Goñi, «cura villero», como ya empezaban a identificarse.
Se entera también que ha sido desplazado de la capellanía de las monjas del Mallinckrodt, debido a sus posturas, para ser reemplazado por un sacerdote preconciliar y capellán castrense. Pero de inmediato se le presentó la oportunidad de abrir una capilla en la Villa 31 de Retiro, bajo la jurisdicción de los sacerdotes asuncionistas de la parroquia San Martín de Tours, que confiaron al Padre Mugica la tarea. Se puso de inmediato en la tarea de construir, con la ayuda económica de su hermano Alejandro, la capilla Cristo Obrero, desde donde ejercería la mayor parte de su actividad pastoral. Sin perjuicio de ello, se desempeñó también como vicario en la parroquia San Francisco Solano, secundando a su amigo el padre Jorge Vernazza, celebró misa en el Instituto de Cultura Religiosa Superior y en la parroquia Santa Elena, y retomó las cátedras de teología en la Universidad del Salvador.
Los años 1969 y 1970 son de gran importancia porque estallan once puebladas insurreccionales en diversas ciudades del país: Ocampazo, Correntinazo, Rosariazo, Salteñazo, Cordobazo, Tucumanazo, Segundo Rosariazo, Cipolletazo, Choconazo, Segundo Tucumanazo y Catamarqueñazo. El clima insurreccional impulsó a su vez la organización de varias organizaciones guerrilleras: Fuerzas Armadas Revolucionarias (FAR), Fuerzas Armadas Peronistas (FAP), Descamisados, Ejército Revolucionario del Pueblo (ERP) y Montoneros. Las acciones insurreccionales llevaron al colapso de la dictadura del general Onganía en junio de 1970 y el poder militar se vio obligado a anunciar que renunciaba a su intención de establecer un régimen autoritario perpetuo, para buscar una «salida electoral» que estuviera bajo su control. El colapso de Onganía abrió el camino para que el expresidente Perón, exiliado en España, estableciera contacto con los principales líderes de los demás partidos políticos, principalmente el expresidente Arturo Frondizi y el líder de la Unión Cívica Radical del Pueblo, Ricardo Balbín, para formar un frente político, que tomó forma como La Hora del Pueblo, para presionar a los militares y conducir el proceso hacia la realización de «elecciones libres y sin proscripciones».
Las insurrecciones populares masivas y sus vínculos con las organizaciones guerrilleras generaron un debate en el seno del MSTM y en particular llevaron al padre Mugica a la necesidad de adoptar una decisión sobre la lucha armada y muy especialmente sobre su eventual participación activa en Montoneros, que había adoptado una fuerte definición católica-peronista y que estaba liderada por los jóvenes (Ramus, Abal Medina, Firmenich) que él había guiado en el compromiso cristiano con la lucha de los pobres, el peronismo y la «revolución». En esa situación Mugica adoptó una postura de justificación de la lucha guerrillera contra la dictadura (sin la cual él mismo sostuvo no se hubiera podido llegar a elecciones libres), pero al mismo tiempo renunció a ser parte de la misma, porque «estaba dispuesto a morir, pero no a matar». Por su parte, la mayoría de MSTM adoptó una postura similar, aunque un grupo de sacerdotes consideraron que era su deber de cristianos actuar como capellanes de los grupos guerrilleros.
El 7 de septiembre de 1970 mueren en un enfrentamiento con la policía, los líderes montoneros Gustavo Ramus y Fernando Abal Medina. Mugica es quien oficia el funeral, pronunciando la siguiente homilía:

Gustavo y Fernando Luis, que eligieron el camino más duro y difícil por la causa de la dignidad del hombre. No podemos seguir con indefinición y con miedo, sin comprometernos. Recuerdo cuando con Carlos Gustavo hicimos un viaje al norte del país y allí lo ví llorar desconsolado al ver la miseria y el triste destino de los hacheros. Fue fiel a Cristo, tuvo un amor concreto y real por los que sufren; se comprometió con la causa de la justicia, que es la de Dios, porque comprendió que Jesucristo nos señala el camino del servicio. Es un ejemplo para la juventud, porque tenemos que luchar para alcanzar la sociedad justa y superar el mecanismo que quiere convertirnos en autómatas. Que este holocausto nos sirva de ejemplo.
Padre Carlos Mugica

Como consecuencia de sus palabras en el entierro de los dirigentes montoneros abatidos, fue detenido por incitación a la violencia y sancionado por la Curia con la suspensión de su licencia ministerial por un mes.
El 12 de marzo de 1972, publicó en la sección cultural del diario La Opinión un artículo titulado «Jesús y la política en su época», en el que, apoyado en la reciente traducción al castellano del libro «Cristo y el tiempo» del teólogo protestante Oscar Cullmann, aborda la relación entre fe cristiana y compromiso político, señalando la relación que existió entre el Jesús histórico y los revolucionarios de su tiempo. La columna de Mugica, fue duramente criticado en un artículo anónimo del Boletín Eclesiástico de Buenos Aires, órgano oficial del Arzobispado. Mugica escribió una respuesta de 18 páginas, con la asistencia de Luis Rivas, Lucio Gera y Rafael Tello y pidió a la Curia que ese escrito también fuera publicado en el Boletín Eclesiástico, sin obtener respuesta. El choque de Mugica con la conducción de la Iglesia católica argentina llegó al punto de que el cardenal Juan Carlos Aramburu, arzobispo de Buenos Aires, lo comenzó a presionar para que abandonara el sacerdocio.
En junio de 1972 fue entrevistado por la revista Siete Días en un extenso reportaje titulado «Un cura se confiesa», que comienza diciendo: «Fue muchas veces señalado como un sacerdote subversivo». El reportaje refleja en detalle el pensamiento de Mugica en ese momento sobre el compromiso cristiano con los pobres, el pecado de no amar y el recurso de la violencia  

- SD: ¿Pero cuál es, cuál debe ser la actitud del cristiano ante lo que usted llama el desorden establecido, la violencia organizada del sistema?

 -CM: Del Evangelio no podemos sacar en conclusión que hoy, ante el desorden establecido, el cristiano deba usar la fuerza. Pero tampoco podemos sacar en conclusión que no deba usarla. Cualquiera de las dos posiciones significaría ideologizar el Evangelio, que más que una ideología es un mensaje de vida. Pasará Marx, pasará el Che Guevara, pasará Mao, y Cristo quedará. Por eso pienso que es tan compatible con el Evangelio la posición de un Luther King como la ideología de un Camilo Torres.

-SD: ¿En cuál de esas tendencias se enrolaría usted?

-CM: Se me ocurre que actualmente en la de la no violencia. Como dijo Monseñor Devoto: "Yo no soy violento, pero no sé qué va a ser de mí si las cosas siguen así". Pero ojo: pienso que hay muchos que exaltan la no violencia ignorando lo que es. Porque Luther King, uno de sus principales teorizadores, fue asesinado. Es decir: la no violencia no es quedarse en el molde sino denunciar, poner bien de manifiesto la existencia de la violencia institucionalizada. Y para eso también hay que poner el cuero. Pero que esté claro: si yo ante el desorden establecido enfrentó lo que llamo la contraviolencia y logró reducir la violencia total, es legítimo que la use. Pero si sólo exacerbo aún más la violencia del sistema contra el pueblo, no puedo menos que pensar que es contraproducente que la utilice.

También de 1972 data una oración sobre la pobreza que Mugica difundía y que ha sido adoptada por los curas villeros:

Señor, perdóname por haberme acostumbrado a ver que los chicos parezcan tener ocho años y tengan trece. Señor, perdóname por haberme acostumbrado a chapotear en el barro. Yo me puedo ir, ellos no. Señor, perdóname por haber aprendido a soportar el olor de aguas servidas, de las que puedo no sufrir, ellos no. Señor, perdóname por encender la luz y olvidarme que ellos no pueden hacerlo. Señor, yo puedo hacer huelga de hambre y ellos no, porque nadie puede hacer huelga con su propia hambre. Señor, perdóname por decirles 'no solo de pan vive el hombre' y no luchar con todo para que rescaten su pan. Señor, quiero quererlos por ellos y no por mí. Señor, quiero morir por ellos, ayúdame a vivir para ellos. Señor, quiero estar con ellos a la hora de la luz.

Poco antes de finalizar el año '72, Perón publicó una solicitada anunciando que, teniendo en cuenta que la dictadura había reconocido públicamente que no había causas contra él, había decidido volver a la Argentina el 17 de noviembre. Los organizadores del retorno tomaron la decisión de realizar el vuelo de regreso de Perón en un avión chárter, en el que lo acompañaran María Estela Martínez de Perón o simplemente Isabel Perón y personalidades peronistas destacadas. Fueron seleccionadas 153 personas de todos los sectores del peronismo, encabezadas por Héctor Cámpora. Entre ellas, como integrantes del MSTM estuvieron Carlos Mugica y Jorge Vernazza.
Perón permaneció un mes en Argentina, período durante el cual realizó alianzas y acuerdos con todo el espectro político, sindical y empresarial, con vistas a las elecciones pautadas para el 11 de marzo de 1973. El 6 de diciembre de 1972, a instancias de Carlos Mugica, sesenta integrantes del Movimiento de Sacerdotes para el Tercer Mundo fueron recibidos por Juan Domingo Perón en su residencia de Vicente López. Las respuestas de Perón, de tono generalista y ambiguo, no resultaron satisfactorias para muchos, pero el rumbo de la opción política asumida por la mayoría no se modificó.

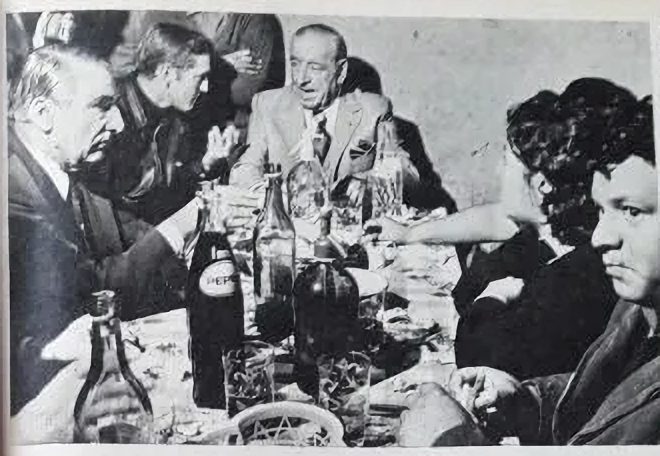
Raúl Lastiri, Héctor Cámpora y el padre Carlos Mugica comiendo asado en la villa. Mayo de 1973. Revista Panorama.

### Democracia y último año de vida
En los meses previos a las elecciones de marzo de 1973, en el momento que se confeccionaban las listas de candidatos, proceso en el que Montoneros tuvo una influencia determinante debido a la movilización masiva de la juventud que había logrado, Mugica recibió la oferta de encabezar la lista de diputados nacionales del Frejuli por la Ciudad de Buenos Aires. La candidatura fue discutida en el seno del Movimiento de Sacerdotes para el Tercer Mundo, que tomó la decisión de no participar en cargos electivos. Mugica ingresó entonces como asesor ad honorem del Ministerio de Bienestar Social, para impulsar el trabajo en las villas miseria y la construcción de viviendas dignas. Antes de que asumiera Cámpora como presidente, Perón le había ofrecido el Ministerio a Montoneros, con la esperanza que abandonaran las armas y se concentraran en la política social. Pero Montoneros rechazó el ofrecimiento y el Ministerio fue a parar a manos de José López Rega, miembro de la logia anticomunista Propaganda Due y futuro jefe de la organización parapolicial Triple A, que asesinaría a Mugica un año después.
En 1973, se publicó un libro titulado Peronismo y cristianismo, que contiene fragmentos de artículos escritos por Carlos Mugica para diversos medios gráficos durante la autodenominada Revolución Argentina (1966-1973), en tanto que el capítulo «El rol del sacerdote» es el texto de una disertación pronunciada en el Instituto de Psicología Integral, como parte del ciclo Ideología y Rol Profesional, que esa institución realizara en 1971. En la obra Entre dos fuegos. Vida y asesinato del padre Mugica se indica que el libro fue publicado sin el consentimiento de Mugica.
Con la asunción del gobierno democrático del presidente Héctor Cámpora, Mugica comienza a discrepar sobre la decisión de Montoneros de no desarmarse y la del ERP de continuar la lucha armada. El 20 de junio de 1973 se produjo la Masacre de Ezeiza, en la que grupos de la llamada «derecha peronista» atacaron desde el palco desde donde debería hablar Perón, a las columnas de Montoneros, causando al menos trece personas muertas y cientos de heridas.
Mugica consideraba que la violencia armada había sido justa y necesaria para oponerse a la dictadura y que fue el factor decisivo para la caída del gobierno de Lanusse y la realización de elecciones libres el 11 de marzo de 1973. Pero ahora pensaba que era indispensable cesar en el uso de la violencia, cuestionando por ello tanto a los sindicatos, como a los grupos de «la derecha peronista» y los grupos guerrilleros, peronistas y marxistas.
El 28 de agosto de 1973 renunció a su cargo de asesor ad honorem en el Ministerio de Bienestar Social, enfrentado con el ministro -y futuro jefe de la Triple A- López Rega por el enfoque de la política de erradicación de las villas miseria, ya que proponía que las viviendas fueran construidas por los propios villeros organizados en cooperativas populares, mientras que el plan de López Rega era contratar a una empresa privada para realizar las obras. Los ataques y cuestionamientos contra el padre Mugica recrudecieron, tanto desde la derecha como desde la izquierda. Luego de dejar su cargo de asesor ad honorem del Ministerio de Desarrollo Social, fue fustigado por El Caudillo, publicación muy cercana al ministro José López Rega el 7 de diciembre de 1973.
El 7 de septiembre de 1973, Mugica pronunció el sermón en una misa de conmemoración del tercer aniversario de la muerte de los líderes montoneros Fernando Abal Medina y Carlos Gustavo Ramus. Su mensaje tuvo como contexto el ataque al Comando de Sanidad por parte del Ejército Revolucionario del Pueblo (ERP) el día anterior, en plena campaña electoral que llevaría a Juan Domingo Perón a su tercera presidencia. En esa oportunidad Mugica volvió a insistir ante los militantes montoneros y de la Juventud Peronista en la necesidad imperiosa de «dejar las armas para empuñar los arados»:

Como dice la Biblia, hay que dejar las armas para empuñar los arados... Hechos como el de ayer, en momentos en que la Argentina expone su visión justicialista en Argel y el general Carcagno nos habla del ejército liberador y no opresor, resultan una provocación [...] Es muy fácil gritar "¡Montoneros!", o salir en manifestación. Pero no es fácil matar el egoísmo que tenemos dentro.

El 1 de noviembre de 1973 Mugica fue entrevistado para una película sobre los Sacerdotes del Tercer Mundo, defendió el socialismo, como un modelo más cercano al ideal de la vida cristiana.
En un programa radial realizado en Chivilcoy el 11 de noviembre de 1973, Mugica criticó el uso de la violencia armada en democracia por parte de Montoneros, la Juventud Peronista y el ERP, condenando puntualmente el asesinato del secretario general de la CGT, José Ignacio Rucci, aún cuando fuera como respuesta a las ejecuciones de jóvenes militantes y actos armados provenientes de grupos sindicales o de derecha, como sucedió en la Masacre de Ezeiza:

[...] Creo que la guerrilla tiene pleno sentido durante la dictadura militar y ningún sentido durante el gobierno constitucional. No tienen que actuar como organizaciones armadas. No se tienen que disolver, por ahora. Para mí la ejecución de Rucci fue un gravísimo error que de hecho se tradujo en un desastre político para la JP... En este momento, ¡para nada las armas! En este momento el problema es entre las armas que tienen los sindicatos, las armas que tiene el CdeO (Comando de Organización Peronista) y las armas que tiene la guerrilla, el Ejército no tiene que ver para nada. Si para vos la burocracia sindical y el CdeO es el pueblo, allá vos. Y para mí muchos de los guerrilleros tampoco son pueblo, te aviso: son pequeñoburgueses intelectuales que aprenden la revolución en un libro y no en la realidad, ¡y juegan con el pueblo! ¡Juegan con el pueblo! ¡Le quitaron la alegría tremenda de experimentar a Perón presidente dos días después de habar sido elegido! Y crearon un clima imperdonable de miedo al pueblo [...] un error tremendo de la burocracia montonera, la nueva burocracia [...] ¿Quién mató a Rucci? ¡Los montoneros! No es que yo opino, ¡Lo sé! Los montoneros lo hicieron saber directamente. Una cosa es la violencia cuando se han  agotado todas las instancias posibles de acción, y otra cosa es la violencia cuando hay un gobierno constitucional elegido por el pueblo. En este momento el ejercicio de la violencia es una ejercicio de la acción antipueblo. Es antipueblo... Entonces me tengo que preguntar: ¿nosotros vamos a golpear? ¿Y si golpeamos evitamos que avancen los asesinatos? Pero da la impresión que por cada reacción de la JP se acentúa mucho más... Entonces, a veces, por un purismo revolucionario lo que hacemos es garantizar la ejecución de cuatro compañeros más.

Hacia la misma época, en noviembre de 1973, Mugica reflexionaba sobre el pacifismo y la lucha armada en estos términos:

Yo creo que el tema de la no violencia hay que verlo en cada lugar. Creo que en el Brasil puede tener sentido, en el sentido de que en este momento la conciencia política del pueblo brasileño no es la conciencia política del pueblo argentino, porque en ellos no existe el peronismo, entonces en este momento, pretender que es posible una insurrección armada, es una utopía. A lo mejor dentro de tres años no lo va a ser. Entonces Helder Cámara decía 'no, en este momento el ejercicio de la defensa violenta, o de la defensa insurreccional, lo único que va a lograr es la exacerbación de la violencia sobre el pueblo'... Bueno, pero esa es la situación de Brasil. Acá en la Argentina si no hubiera habido insurrección armada todavía lo tendríamos a Lanusse en el gobierno, esa es la realidad. Con los no violentos seguiríamos con Lanusse, acá. Acá la que precipitó el proceso fue la guerrilla. Creo que toda persona que tenga dos dedos de frente lo advierte. Ni los Curas del Tercer Mundo, ni la CGT. Que todos esos factores también contribuyeron, si, pero el detonante fue la guerrilla.

En un programa de TV, el cura aseguró que, en su visión, el marxismo y la lucha de clases eran "un colonialismo cultural" en la Argentina, ya completamente enfrentado en lo ideológico con los sectores de izquierda dentro del Justicialismo.
Tras el ataque del ERP a la Guarnición Militar de Azul (integrada por el Regimiento X de Caballería Blindada y el Grupo de Artillería Blindado 1) realizado el 19 de enero de 1974, Mugica aseveró:

[...] la violencia ejercida contra un regimiento del ejército, cuyo comandante en jefe es el Teniente General Perón, presidente plebiscitado por los argentinos, además de absurda, y antipueblo, es inhumana y anticristiana.

Carlos Mugica instó a la paz y a apoyar al gobierno constitucional de Perón. Se le atribuye un ascendente destacado sobre la juventud militante, y la participación en la conformación de la «JP Lealtad», la mayor escisión que experimentó la organización Montoneros en sus filas, y que tuviera al padre Jorge Galli —también sacerdote del Tercer Mundo— como uno de sus máximos referentes. En los primeros meses de 1974, entre el 30 y el 50% de los integrantes de Montoneros habrían dejado esa organización y pasado a formar parte de la JP Lealtad (así lo aseguró Alejandro Peyrú en el artículo La JP Lealtad, publicado en el anuario 2010 de la Revista Lucha Armada, y en una entrevista a J. M. Duarte, autor del libro Entregado por nosotros. Montoneros y el asesinato del Padre Mugica).</ref>
Cuestionando la postura de Mugica, la revista Militancia (Número 38, página 48),  dirigida por los abogados Eduardo Luis Duhalde y Rodolfo Ortega Peña y vocera del Peronismo de Base, del 28 de marzo de 1974, en la sección titulada «Cárcel del Pueblo», en la que regularmente se denunciaba a los «enemigos de la Revolución», se leía que Carlos Mugica trataba «de ser al mismo tiempo un conservador progresista, un oligarca popular, un cura humilde y bien publicitado, un revolucionario y defensor del Sistema», para concluir: «Por todo lo expuesto, quede Carlos Mugica preso en la Cárcel del Pueblo [...]».

### Asesinato

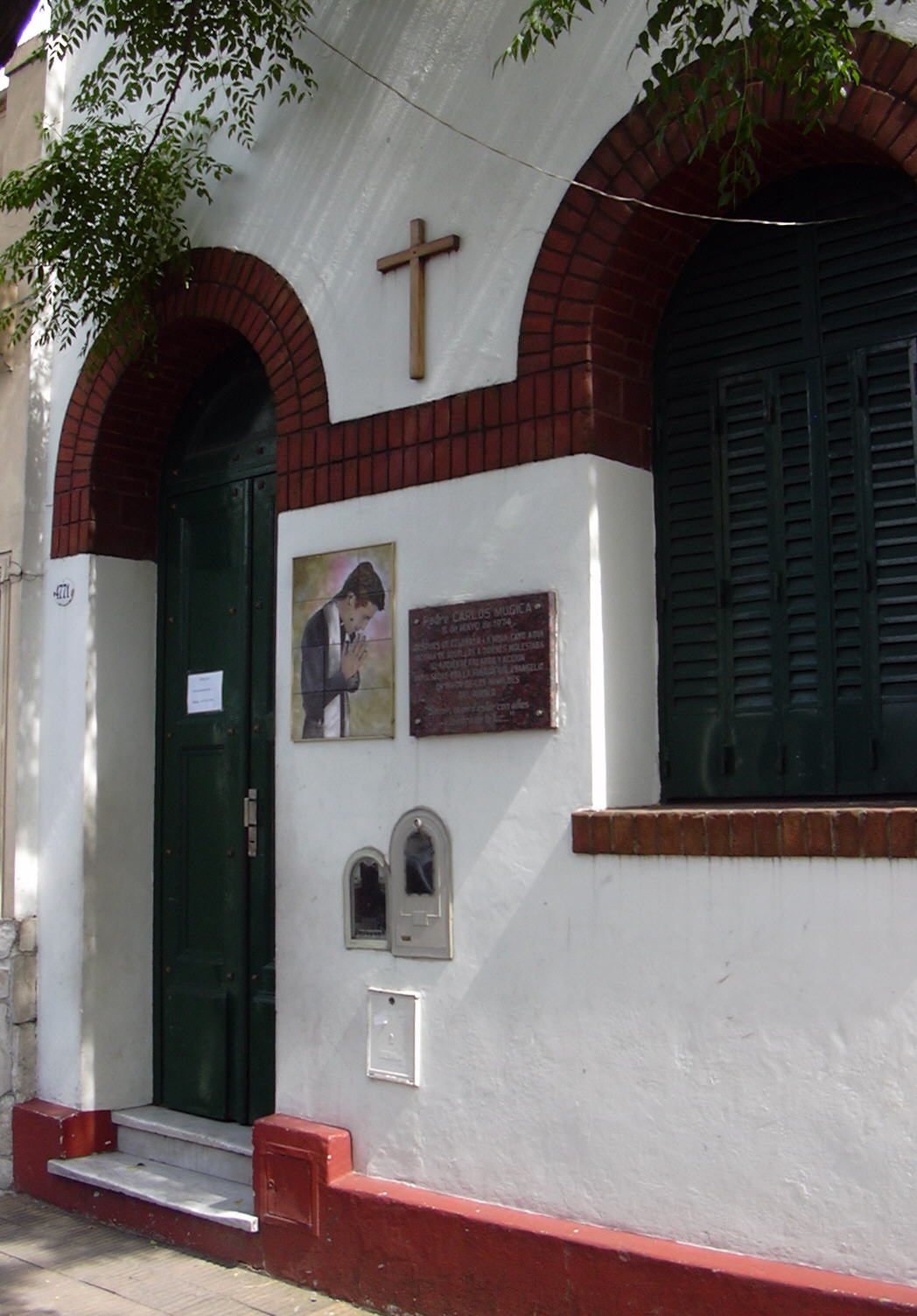
Parroquia de San Francisco Solano, en la puerta de donde fue asesinado el padre Mugica luego de dar misa. La placa dice: "Padre Carlos Mugica. 11 de mayo de 1974. Después de celebrar la misa cayó aquí víctima de aquellos a quienes molestaba su ardiente palabra y su acción impulsadas por la fuerza del Evangelio en favor de los humildes del pueblo. "Señor, quiero estar con ellos a la hora de la luz..."

Mugica recibía críticas de diferentes sectores, incluyendo amenazas de muerte y atentados contra su vida. El 11 de mayo de 1974, después de las 8 de la noche, fue emboscado cuando se disponía a subir a su auto Renault 4 azul estacionado en la puerta de la iglesia de San Francisco Solano de la calle Zelada 4771 en el barrio porteño de Villa Luro donde acababa de celebrar misa. Mugica estaba acompañado de su amigo, Ricardo Capelli. Fueron atacados con armas de fuego por dos hombres: Mugica recibió cinco balazos de frente disparados con una ametralladora, mientras que Capelli recibió cuatro. Los testigos del hecho, en particular Capelli, identificaron como autor material a Eduardo Almirón, un policía miembro de la Triple A, que había estado sentado en los bancos traseros de la iglesia, mientras Mugica celebraba la misa. Tanto Capelli como Mugica conocían al asesino, porque trabajaba como guardaespaldas del ministro José López Rega en el Ministerio de Bienestar Social, donde también habían trabajado ellos hasta pocos meses antes.
Ambos fueron trasladados al hospital Juan F. Salaberry —hoy plaza Salaberry donde una placa recuerda a Mugica— del vecino barrio de Mataderos, donde fueron operados por el doctor Marcelo Larcade. El propio Larcade ha relatado que Mugica insistió en que primero fuera atendido su amigo:

Yo no quiero que me operes a mí antes que a él.
Carlos Mugica

En el quirófano había al menos unas 300 personas, de uniforme y de civil: «había una banda de mafiosos adentro del quirófano que lo único que buscaba era la certificación de la muerte de Carlos». Al fallecer Mugica «hubo como una especie de desbande y luego salieron. El objetivo estaba cumplido. Era la certificación», dice el doctor Larcade. La operación de Mugica duró aproximadamente dos horas, pero por la gravedad y cantidad de las heridas sus posibilidades de sobrevivir eran muy pocas. El doctor Larcade ha contado que el parte quirúrgico y la historia clínica que confeccionó inmediatamente después de la operación, desaparecieron y que nunca fue citado a declarar, algo completamente inusual cuando se trataba de muertes violentas. Capelli fue trasladado a Rawson donde recibió la visita de Jorge Conti, yerno de José López Rega, acto que Capelli tomó como una amenaza de muerte. A partir de ese momento Capelli fue perseguido, amenazado e incluso mantenido como detenido-desaparecido en 1978.
Mugica fue el segundo de los -al menos- diecinueve militantes de la Villa 31 que fueron asesinados o detenidos-desaparecidos. Pocos meses después el Ejército secuestró y destruyó los discos del álbum Misa para el Tercer Mundo, una obra musical religiosa editada post mortem por RCA, cuya letra le correspondió, con música de Roberto Lar y que fue interpretada por el Grupo Vocal Argentino. Décadas después el álbum fue recreado a partir de los pocos ejemplares sobrevivientes.

### Autoría del crimen

#### Falta de investigación en la época

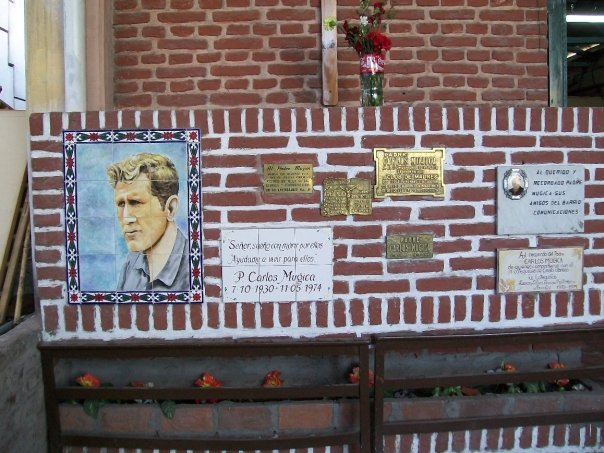
La tumba del padre Mugica, en la parroquia Cristo Obrero.

El crimen no fue investigado judicialmente. Recién en 2007, más de treinta años después, se abrió la investigación. Extrajudicialmente, se plantearon diversas especulaciones y señalamientos sobre los autores. La agencia oficial del Gobierno atribuyó el asesinato a los grupos que habían lanzado una «campaña de terror contra todas la instituciones de la República, cuyos efectos ya se hicieron sentir en relación al sindicalismo y las Fuerzas Armadas». Martín De Biase señala que en ese momento la tendencia fue señalar a la organización Montoneros o al ERP, atribuyendo el móvil a las críticas que Mugica había hecho. Por entonces también venían actuando grupos parapoliciales de derecha, que habían cometido atentados, amenazas y asesinatos, contra militantes y figuras acusadas de izquierda, «zurdas» o comunistas. 
Montoneros difundió de inmediato un comunicado, publicado en los periódicos del 13 de mayo de 1974 negando la autoría del hecho e imputaba el mismo a "las bandas armadas de derecha": el último acto público del Padre Mugica había sido una misa por un dirigente villero asesinado por la policía. Desde las páginas de medios de prensa enrolados en la posición de José López Rega, ministro de Bienestar Social, se insistió en esa versión y poco después el propio ministro bautizaba un barrio recién construido en Ciudadela con el nombre Presbítero Carlos Mugica.

#### Investigación y juicio a partir de 2006

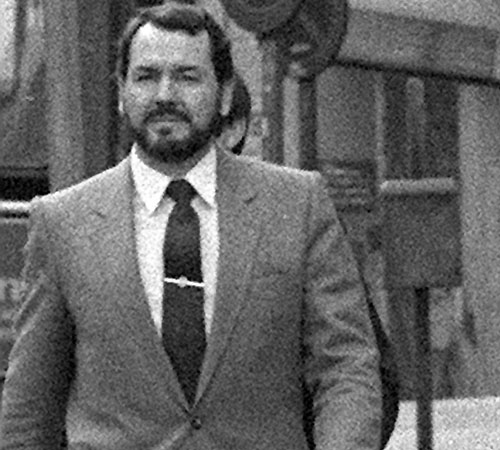
Rodolfo Almirón, policía y miembro del grupo parapolicial de extrema derecha Triple A, fue reconocido por Ricardo Capelli, baleado en el mismo atentado, como el asesino del padre Mugica.

Décadas después la justicia reabrió la investigación y convocó a los testigos presenciales del hecho, que incriminaron a la organización de derecha Alianza Anticomunista Argentina (La Triple A) e identificaron a Rodolfo Eduardo Almirón como el autor material del crimen. Ricardo Capelli, baleado en el mismo atentado, identificó a Almirón, a quien ya conocía por haber trabajado en la misma repartición oficial, como la persona que efectuó los disparos contra Mugica. Basándose en dicha declaración, el 12 de julio de 2012 el juez Norberto Oyarbide emitió una declaración en la que hizo público que «Rodolfo Eduardo Almirón fue el autor inmediato del homicidio de Carlos Francisco Sergio Mugica, en el marco del accionar delictivo de la Triple A». Fundó su decisión a fin de «declarar la verdad de lo que aconteció, y así brindar una respuesta a los familiares de la víctima y a la sociedad». En ese expediente resultó de importancia también el testimonio de Helena Goñi, quien vio a Almirón dentro de la iglesia asistiendo a la misa que celebraba Mugica antes del ataque. Almirón había sido extraditado desde España y murió en la Argentina en 2009, tras haber pasado detenido en prisión un breve lapso y ser beneficiado con el arresto domiciliario.
Ricardo Capelli contó que al llegar a la capilla de San Francisco Solano con Mugica, para dar misa, advirtió la presencia de Rodolfo Almirón - mano derecha de López Rega. Al salir, luego de dar la misa, se dirigían al auto Renault 4L para retirarse y alguien llama al padre Mugica. Este se vuelve. Los demás siguen caminando. Se escucha un fuerte insulto de Mugica ante algo que ve y a continuación el tableteo del arma con que le dispararon. Los disparos le llegan a Capelli. Uno le golpea en el hombro y lo tira. Al caer ve que Mugica está herido, deslizándose contra la pared hasta quedar sentado y ve claramente a Rodolfo Almirón con el arma en la mano. Es el arma que les disparó a ambos: Mugica y el propio Ricardo Capelli. Los que iban con el grupo del cura los cargan en el auto, que con 5 ocupantes no tenía fuerza para tomar mucha velocidad y lo llevan para ser atendido por médicos.
La investigación relativa al asesinato de Carlos Mugica integra una megacausa sobre los delitos cometidos por la Triple A, imprescriptibles por haber sido declarados de lesa humanidad. La causa estuvo en etapa de instrucción desde su reapertura en 2006, y en ella actúa como querellante la Liga Argentina por los Derechos del Hombre. El 19 de febrero de 2016 la jueza María Servini de Cubría condenó por el delito de asociación ilícita, por haber pertenecido a la Triple A, a Jorge Héctor Conti, Carlos Alejandro Gustavo Villone, Julio José Yessi, Norberto Cozzani y Rubén Arturo Pascuzzi. En el juicio quedó acreditado que esa organización parapolicial realizó el asesinato del padre Mugica. En conexión con la causa por asociación ilícita citada en el párrafo anterior, en abril de 2016 el fiscal Eduardo Taiano, pidió a la jueza Servini de Cubría, que también se condene a Jorge Conti, Carlos Villone, Julio José Yessi y Rubén Pascuzzi, por cuatro homicidios, privaciones ilegítimas de la libertad y lesiones graves. Uno de los cuatro homicidios es el de Carlos Mugica.
La Fiscalía dio a conocer el pedido de condena en estos términos:

El 11 de mayo de 1974, después de las 20, Eduardo Almirón, secundado por Miguel Ángel Rovira, disparó cinco veces contra Carlos Mugica a metros de la iglesia San Francisco Solano. Junto a él se encontraba Ricardo Rubens Capelli, que sufrió lesiones graves por balas provenientes desde adelante. Así lo determinó el Juzgado Nacional en lo Criminal y Correccional Federal N°5 el 12 de julio de 2012, en el marco del expediente 14.905/2009, a través del testimonio de al menos cuatro testigos del homicidio que vieron también cómo los atacantes escapaban a bordo de un Chevrolet de color verde claro, que luego se identificó como robado.

#### Opiniones alternativas de políticos, historiadores y periodistas
Algunos políticos, historiadores y periodistas han descartado los testimonios presenciales y las decisiones judiciales para defender la hipótesis difundida en un primer momento que atribuyó el atentado a la organización guerrillera Montoneros.
Por su parte, el historiador Javier Garín insiste en la hipótesis inicial del gobierno, sosteniendo que la Triple A no existía antes de la muerte de Perón: «Cuando muere el Padre Mugica todas las sospechas se dirigen contra Montoneros». Según el autor, Mugica era un activo colaborador de Perón en la conformación de la JP Lealtad para vaciar de militantes a Montoneros.
El escritor Juan Manuel Duarte, en un libro de 2014, acepta que el padre Mugica fue asesinado por la Triple A, pero sostiene que ello seguramente habría sucedido porque Montoneros no lo defendió adecuadamente y se mantuvo pasivo frente al riesgo que enfrentaba el sacerdote, una actitud que el escritor califica de «pacto tácito».
Para elaborar su opinión afirmó que habría recurrido a supuestas declaraciones del padre Rodolfo Ricciardelli, fundador junto a Mugica del Movimiento de Sacerdotes para el Tercer Mundo.
Las afirmaciones de Duarte sobre los supuestos dichos del sacerdote Rodolfo Ricciardelli (ya fallecido), fueron terminantemente desmentidas como falsas por varias decenas de testigos de la vida de Ricciardelli, en una solicitada publicada en el periódico Tiempo Argentino el 13 de mayo de 2014, calificando el acto del autor como una «canallada».
En 2020, la presidenta del PRO, Patricia Bullrich afirmó en un programa de TV que había sido Montoneros, organización a la que ella misma pertenecía, la que cometió el asesinato, reservándose la identidad de los autores inmediatos.

## Legado

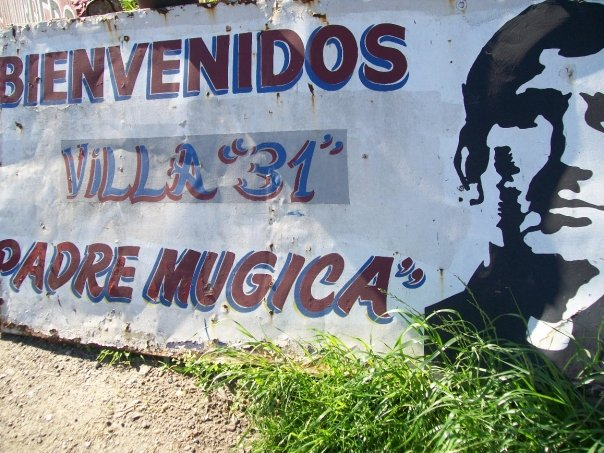
Cartel de bienvenida a la Villa 31, en el que se homenajea al sacerdote al denominarla «Padre Mugica».

Carlos Mugica es considerado por sus seguidores como un ejemplo de coherencia entre las ideas y la acción, y de fortaleza de fe, la cual trabajaba en forma constante, instando a quienes le rodeaban a no claudicar e insistir en la oración y la entrega a Dios. En palabras del libro Padre Mugica, una vida para el pueblo:

En poco más de 13 años de labor sacerdotal, había llegado a ser ampliamente conocido en el país. Su asesinato conmovió profundamente. Miles de personas desfilaron ante su féretro, primero en la parroquia de San Francisco Solano y después en la capilla de Cristo Obrero en la Villa de Retiro. Una impresionante multitud, que reunía exponentes de todas las clases sociales, pero especialmente a los pobres de las «villas miseria», lo acompañó por más de 50 cuadras hasta la Recoleta, en una manifestación de fe con tal profundo sentido religioso y popular que no se tiene memoria, en nuestra ciudad, de otra similar.

El 9 de octubre de 1999 los restos de Carlos Mugica se trasladaron desde el cementerio de la Recoleta hasta la parroquia Cristo Obrero de la Villa 31 de Retiro, donde descansan actualmente. El traslado hasta ese sitio, donde el sacerdote había desplegado su mayor actividad como «cura villero», había sido sugerido por el Equipo de Sacerdotes para las Villas de la Arquidiócesis de Buenos Aires, y fue encabezado por el entonces arzobispo Jorge Mario Bergoglio.
A fines del 2007, la Compañía de Jesús y la Universidad Católica de Córdoba han subscripto un convenio sobre la custodia de la Colección Meisegeier – Archivo Mugica para albergar su legado. Forma parte del acervo del Sistema de Bibliotecas de dicha universidad y se encuentra localizado en el Campus, Biblioteca Jean Sonet sj. Incluye: volantes, afiches, carteles, panfletos, fotografías, libros, revistas, folletos, recortes de diarios, diapositivas, vídeos, etc. La colección lleva el nombre de “Colección Meisegeier”,  en referencia al padre José “Pichi” Meisegeier, amigo de Carlos Mugica, recopilador y protagonista de la historia en primera persona.

## Sus frases y oraciones
Luego de que el 2 de julio de 1971 estallara una bomba frente al edificio donde vivían los padres de Mugica, y que cuatro desconocidos se presentaran en la Villa de Retiro en busca del sacerdote, Carlos pronunció una frase que se citaría como su testamento espiritual, y que tomó difusión luego de su muerte:

Nada ni nadie me impedirá servir a Jesucristo y a su Iglesia, luchando junto a los pobres por su liberación. Si el Señor me concede el privilegio, que no merezco, de perder la vida en esta empresa, estoy a su disposición.
Carlos Mugica, agosto de 1971

Carlos Mugica creó varias oraciones propias. Entre ellas se cuenta la siguiente de 1969, reiterada hoy por los «curas villeros»:

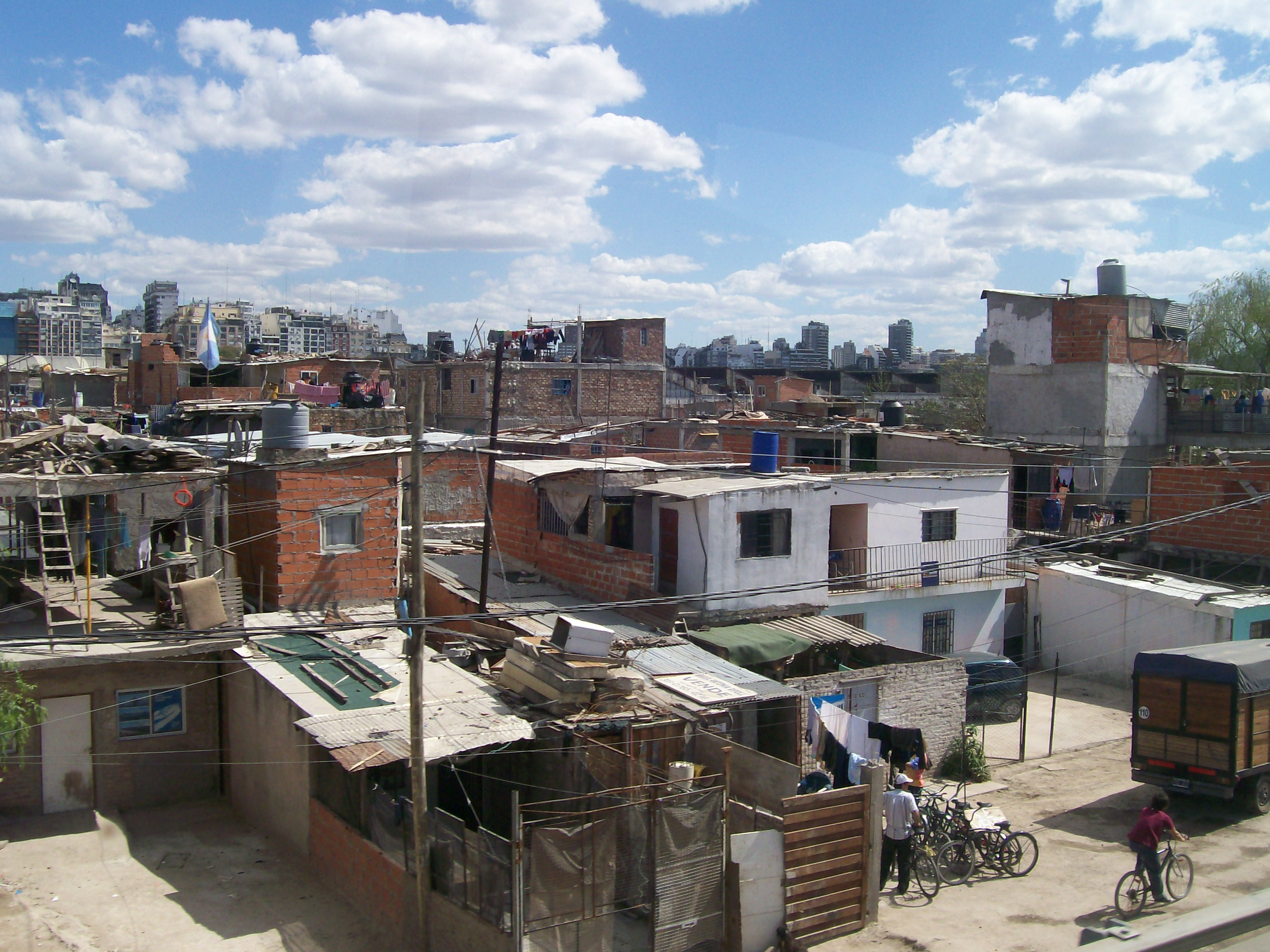
Imagen de la Villa 31, donde Carlos Mugica desarrolló su apostolado caracterizado por su «opción por los pobres».

Señor, perdóname por haberme acostumbrado
a ver que los chicos parezcan tener ocho años y tengan trece.
 Señor, perdóname por haberme acostumbrado
a chapotear en el barro. Yo me puedo ir, ellos no.
 Señor, perdóname por haber aprendido a soportar el olor de aguas servidas,
 de las que puedo no sufrir, ellos no.
 Señor, perdóname por encender la luz y olvidarme que ellos no pueden hacerlo.
 Señor, yo puedo hacer huelga de hambre y ellos no,
porque nadie puede hacer huelga con su propia hambre.
 Señor, perdóname por decirles 'no solo de pan vive el hombre'
y no luchar con todo para que rescaten su pan.
 Señor, quiero quererlos por ellos y no por mí.
 Señor, quiero morir por ellos, ayúdame a vivir para ellos.
 Señor, quiero estar con ellos a la hora de la luz.

## Homenajes
● Los Guardianes de Mugica es la primera murga del Barrio 31, formada en 1999 por vecinos que lo conocieron y compartieron historia en los años 70, y que aún continúan viviendo en Retiro.  León Gieco tomó el nombre de la murga y compuso un tango electrónico que se encuentra en su álbum "Por favor, perdón y gracias" en el año 2005.  La historia de la murga y del barrio se pueden conocer un poco más a través del Programa "Historias debidas", titulado Nelly Benítez, quien es su fundadora. La misma, escribió un libro que fue editado en los años 2009 y 2018, "Los Guardianes de Mugica, diamantes en el barro", contando 50 años de vivencias en el hoy llamado "Barrio 31 Padre Carlos Mugica" 
- Tras su trágica muerte, los vecinos de la Villa 31 llamaron con su nombre a dicho asentamiento, y existe un anteproyecto para urbanizar la zona y denominarla como «Barrio Padre Mugica».[83]

- En el 2014 fue erigido un memorial en la avenida 9 de julio a 40 años de su muerte.

- Con el aniversario de los 50 años de su muerte se programaron una serie de actividades bajo el lema Semana Carlos Mugica.[65]

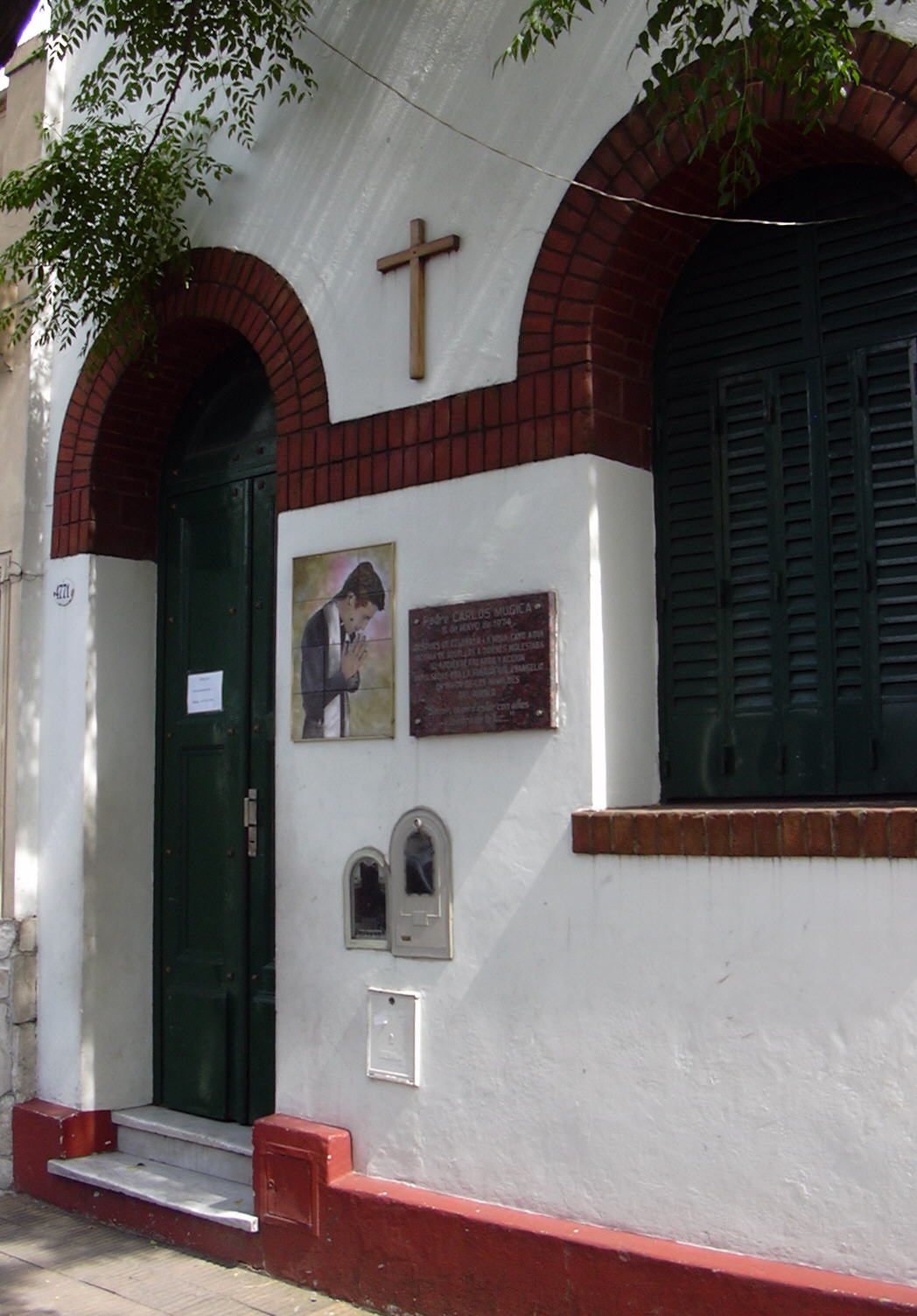
Parroquia San Francisco Solano de Villa Luro - Placa conmemorativa del asesinato del sacerdote Carlos Mugica
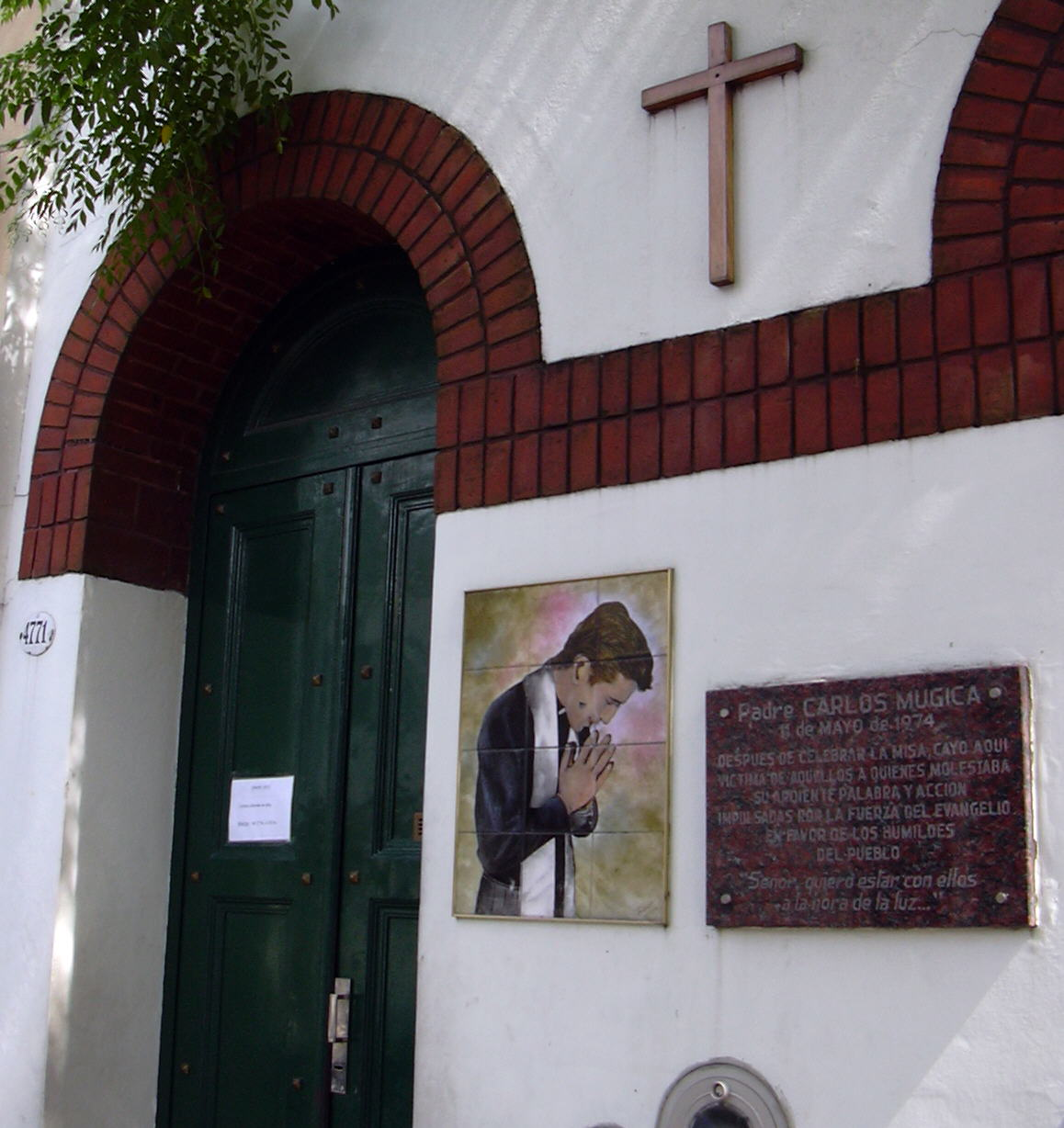
Parroquia San Francisco Solano de Villa Luro - Detalle de la placa conmemorativa

## Filmografía
En 1999 se estrenó el filme documental Padre Mugica sobre su vida.

## Vídeos
- Gustavo Gordillo y Gabriel Mariotto (1998). Universidad Nacional de Lomas de Zamora. Documental "Padre Mugica".
- Luis Barone. Documental sobre el Padre Mugica, "Los malditos caminos".